# Dani Neuhaus
Daniele Neuhaus Turnes (* 21. März 1993 in Santo Amaro da Imperatriz) ist eine brasilianische Fußballspielerin, die seit 2023 beim griechischen Erstligisten PAOK Thessaloniki unter Vertrag steht.

## Karriere
Ihre sportliche Laufbahn begann Neuhaus zunächst als Volleyballspielerin in einem Talentförderverein in Florianópolis, stieg dann aber in den Fußballsport um. Mit fünfzehn trat sie ab 2013 als Stammtorhüterin von Acadêmica Vitória in der brasilianischen Meisterschaft auf. 2015 wechselte sie in das neu aufgestellte Frauenteam des Santos FC, wo sie zunächst als Reservistin nur zu vereinzelten Einsätzen kam. Ihren ersten Pflichtspieleinsatz für den Club bestritt sie am 17. Mai 2015 in der Paulista-Staatsmeisterschaft gegen die AD Centro Olímpico. Der Durchbruch als Stammtorhüterin gelang ihr 2017, als sie mit Santos die brasilianische Meisterschaft gewann.
Im Januar 2018 wurde Neuhaus vom portugiesischen Hauptstadtclub Benfica Lissabon für die Saison 2018/19 vertraglich verpflichtet, als erste Spielerin überhaupt für seine im Aufbau befindliche Fußballsektion für Frauen. Ihr Debüt für den neuen Club gab sie am 21. Oktober 2018 beim 28:0-Sieg in der Zweitligapartie gegen den União de Almeirim in Almeirim. Bei dem Klub blieb sie bis Saisonende 2020/21. Dann wechselte sie zum FC Famalicão, welchen Neuhaus nach zwei Jahren wieder verließ. Zur Saison 2023/24 ging sie zu PAOK Thessaloniki nach Griechenland.

## Nationalmannschaft
Zwischen 2008 und 2010 nahm Neuhaus an zwei U17-Weltmeisterschaften (2008 in Neuseeland, 2010 in Trinidad & Tobago) und einer U17-Südamerikameisterschaft (2010 in Brasilien) teil. Für den U20-Nachwuchskader hütete sie jeweils 2012 bei der U20-Südamerikameisterschaft in Brasilien und der U20-Weltmeisterschaft in Japan das Tor.
Im Juli 2017 wurde Neuhaus von Emily Lima in den A-Kader der Nationalmannschaft für das Vier-Nationen-Turnier in den USA berufen, wo sie am 3. August im StubHub Center von Carson im letzten Spiel bei der 1:6-Niederlage gegen Australien als Ersatz für die verletzte Bárbara zu ihrem ersten Länderspieleinsatz kam. Im September 2017 folgten zwei weitere Einsätze in Freundschaftsbegegnungen gegen Australien in Penrith City und Newcastle, die ebenfalls beide verloren wurden und in der Entlassung von Emily Lima als Nationaltrainerin mündeten. Von dem als Nationaltrainer nachfolgenden Vadão wurde Neuhaus letztmals im Dezember 2017 für das chinesische Vier-Nationen-Turnier in Yongchuan für den Kader berücksichtigt, wo sie aber zu keinem Einsatz kam. Eine weitere Berufung ist seither ausgeblieben.

## Erfolge
Nationalmannschaft
- Siegerin des Vier-Nationen-Turniers in China: 2017 (ohne Einsatz)
- U20-Südamerikameisterin: 2012
- U17-Südamerikameisterin: 2010

Acadêmica Vitória
- Staatsmeisterin von Pernambuco: 2013, 2014

Santos
- Brasilianische Meisterin: 2017

Benfica Lissabon
- Portugiesische Pokalsiegerin: 2019
- Portugiesische Superpokalsiegerin: 2019
- Campeonato Nacional de Futebol Feminino: 2020/21